# Державна першість Болгарії з футболу
Державна першість з футболу (болг. Държавно първенство по футбол) — перше національне змагання з футболу в Болгарії. Проводилось з 1924 по 1944 роки Болгарською національною федерацією спорту.
В період 1924—1937 і в 1943 році — цей турнір був єдиним загальнонаціональним футбольним змаганням Болгарії, переможець якого отримував звання чемпіона країни з футболу і здобував Царський кубок. У 1938—1942 роках Царський кубок був відділений від чемпіонату. Чемпіонат не був закінчений в 1924, 1927 та 1944 роках з різних причин. Після 1944 року з приходом комуністичної влади і скасуванням монархії його замінила республіканська першість.

## Формат
Чемпіонат проводився за олімпійською системою, в якому брали участь переможці регіональних чемпіонатів, що являли собою турніри за круговою системою і включали футбольні клуби на географічному принципі.
Чемпіонат протягом багатьох років змінював свій формат, головним чином у кількості зіграних матчів у кожному раунді та кількості команд, які пройшли кваліфікацію з регіональних підрозділів. У сезонах 1937/38, 1938/39 та 1939/40 чемпіонат був реорганізований у Національний дивізіон, що складався з 10 команд, які грали за круговою системою. Але це виявилося невдалим рішенням і з сезону 1941 року була відновлена Державна першість за олімпійською системою з невеликими змінами.

## Історія
Турнір було створено в кінці 1923 року Болгарською національною федерацією спорту. Згідно з регламентом, чемпіонат проводився за олімпійським принципом. У чемпіонаті брали участь лідери шести регіональних спортивних федерацій країни: Софійської, Фракійської, Північноболгарської, Приморської, Бдинської та Південно-Західної. Турнір проходив в один матч, а домашнє поле визначалось жеребкуванням. У разі нічийного матчі призначалось перегравання, що проводилось на стадіоні команди, яка була гостем у першому матчі. При цьому через нерівну кількість учасників дві команди за жеребом відразу проходили до півфіналу, в той час як інші починали з чвертьфіналів.
Втім вже дебютний розіграш 1924 року ознаменувався тим, що не був дограний. Матч півфіналу між клубами «Левські» (Софія) та «Владиславом» (Варна), який відбувався у Софії, закінчився з рахунком 0:0. Додатковий час не був призначений через настання сутінків. Клуб із Варни поїхав додому, сподіваючись, що доля путівки в фінал вирішиться у матчі-переграванні, який відбудеться у Варні. Болгарська національна спортивна федерація, яка спочатку бажала провести і другу гру у Софії, погодилась на зміну місця матчу на Варну, але за умови, що Північноболгарська спортивна федерація покриє транспортні витрати столичної команди. Зрештою згоди не було досягнуто і чемпіонат на цьому припинився.
У сезоні 1925 року був визначений історичний перший чемпіон Болгарії. Ним став той самий «Владислав» (Варна), який у фіналі здолав «Левські» (Софія). А вже наступний розіграш знову ознаменувався скандалом. Перед тим сезоном шість регіональних спортивних федерацій було розформовано та замінено 13 спортивними областями, завдяки чому кількість учасників зросла до 11 (Плевенська і Бдинська область не надала представників). Фінальний матч між «Славією» (Софія) та «Владиславом» (Варна) закінчився внічию 1:1. Перегравання повинно було відбутися наступного дня — 23 серпня 1926 року, але арбітр Г. Григоров (засновник СК «Славія») не з'явився. Згідно з діючими на той час правилами, капітани обох команд Стефан Чумпалов («Славія») та Егон Терцета («Владислав») повинні були призначити заміну за домовленістю. Однак домовленостей не було досягнуто. Через два дні БНСФ присудив «Владиславу» технічну поразку і оголосив «Славію» чемпіоном. «Владислав» оскаржив це рішення у Арбітражному суді, який його скасував. В результаті 5 грудня на 4-му Федеральному конгресі в Бургасі було прийнято рішення про проведення нового фіналу. Дата була встановлена на 26 грудня, з якою погодились обидві команди, але Софійський обласний спортивний округ заборонив «Славії» грати. БНСФ запланував нову дату фіналу — 7 квітня 1927 року. На встановлену дату та час на полі з'явилася лише команда «Владислав», якій і була присуджена технічна перемога 3:0 та титул чемпіона Болгарії.
Після гострих суперечок сезону 1926 року, які тривали до весни 1927 року, переможець у Софійській обласній спортивній області «Славія» відмовилась від участі в Державній першості. Окрім того, лише три інші чемпіонати в окружних спортивних областях завершились до закінчення строку участі у державному чемпіонаті. Це «Владислав» (Варна) із Варненської окружної спортивної області, «Левські» (Русе) з Русенської та «Левські» (Пловдив) з Пловдивської. Тому чемпіонат у 1927 році був скасований.
Проблема із невчасним завершенням окружних чемпіонатів постала і у наступному сезоні 1928 року, через що у першості взяло участь лише 5 команд. Однією з причин незавершення регіональних турнірів став серйозний землетрус магнітудою 7,1 бали у квітні, що призвів до жертв і руйнувань. Чемпіоном Болгарії вперше стала «Славія» (Софія), обігравши з рахунком 4:0 «Владислав».
У сезоні 1929 року чемпіоном вперше став «Ботев» (Пловдив), а наступного другий трофей здобула «Славія» (Софія). На сезон 1931 року знову було змінено формат. Увесь турнір був проведений у Софії, а чемпіоном став єдиний софійський клуб змагання АС 23, який титул здобув із черговою суперечкою. Фінальний матч був перерваний на 73 хвилині при рахунку 1:2 на користь клубу «Шипченскі сокол» (Варна), коли після зіткнення гравцю варненської команди довелося покинути поле через зламану ногу. Варненці вимагали від арбітра вилучити гравця АС 23, який брав участь у зіткненні, але арбітр відмовився, оскільки вважав, що не було наміру в дії гравця. Після цього «Шипченскі сокол» покинув поле і пізніше йому була зарахована технічна поразка. Тим не менш вже наступного року у турнірі, що повернувся до старого формату, «Шипченскі сокол» (Варна) таки отримав свій перший титул чемпіона. До цього ж цей турнір став першим, в якому зіграли усі 13 чемпіонів своїх спортивних зон.
Перед сезоном 1933 року на частині території Приморського окружної спортивної області була створена Тунджанська, збільшивши кількість до 14, хоча у тому сезоні і зіграло лише 13 команд, оскільки не прибули представники Шумена, а чемпіоном вперше став «Левські» (Софія).
Перед сезоном 1934 року окружні спортивні області були перейменовані у просто спортивні області, яких залишилось так само 14. Цього разу взяли участь усі чемпіони, а переможцем втретє став «Владислав» (Варна).
З сезону 1935 року півфінали та фінал турніру став проводитись в Софії, при цьому чемпіоном у наступні роки теж ставали виключно софійські команди — «Спортклуб», «Славія» та «Левські». А протягом трьох наступних сезонів (з 1937/38 до 1939/40) у Болгарії проводився повноцінний чемпіонат, що отримав назву Національний дивізіон, який проводився за круговою системою і складався з 10 команд. Втім через ряд фінансових та організаційних проблем Національний дивізіон було скасовано і з сезону 1941 року було відновлено Державну першість, що знову стала проводитись у форматі на виліт, але з невеликими відмінностями в порівнянні із форматом до 1937 року:
- У першості стали брати участь 12 команд: 3 — з Софії, 2 — з Варни та по одній — з Пловдива, Русе та «новозвільнених земель» — частин Вардарської Македонії та Егейської Фракії, які болгарська держава як союзник нацистської Німеччини окупувала у той час. Для решти команд БНСФ створив два футбольні дивізіони по 8 команд, перші дві команди яких кваліфіковувались до чемпіонату на наступний сезон:
  - Футбольний дивізіон «Північна Болгарія» — складався з шести переможців спортивних областей, крім Варни та Русе, та додаткових команд з Врацанської та Бдинської спортивних областей.
  - Футбольний дивізіон «Південна Болгарія» — складався з двох команд із Старозагорської, по одній від Рилської, Тунджанської та Хасковської та трьох з Пловдивської спортивних областей, незважаючи на те, що у них вже була одна команда у першості, яка туди потрапляла напряму.
- Переможець у кожній парі у всіх раундах став визначатись після двох матчів, а не одного, як раніше;
- У разі взаємних перемог далі проходила команда з кращою різницею голів. У разі рівності голів призначався додатковий час, а якщо і він не визначав переможця, то проводився третій матч.

В результаті у тому сезоні вперше в історії турніру у фіналі зіграли дві софійські команди, а чемпіоном вчетверте стала «Славія».
На наступний сезон 1942 року, переможцем якого втретє стало «Левські» (Софія) знову було прийнято ряд змін:
- «Північноболгарський» та «південноболгарський» дивізіони, створені в 1941 році, були розформовані.
- У Варненській та Пловдивській спортивних областях залишилось по дві команди, а Софійська отримала аж шість місць, при цьому там також стала грати команда «Македонія» (Скоп'є).
- Після Крайовської угоди та приєднання румунської Південної Добруджі до Болгарії, було утворено Добрицьку спортивну область.
- На землях, які окупувала Болгарія, у Вардарській Македонії, Скоп'є та Битолі також утворюються спортивні області з двома квотами на участь.
- В результаті у турнірі взяло участь рекордні 22 команди, при цьому у перших двох раундах переможець визначався за результатом одного матчу, а від чвертьфіналу і до фіналу на кожній стадії проводилось по два матчі за старим форматом.

Наступний сезон 1943 року став останньою завершеною Державною першістю. У ньому вперше зіграв представник Біломорської Фракії, території, захопленої у Греції, на якій була створена окрема Беломорська спортивна область. У фіналі знову зустрілись дві софійські команди, а переможцем вшосте стала «Славія». Цього ж року була відновлена традиція нагородження чемпіона Царським кубком, який раніше з 1938 року розігрувався у окремому турнірі.
Сезон 1944 року став останнім сезоном із залученням команд з районів, які перебували під болгарською окупацією протягом більшої частини Другої світової війни. У змаганнях взяли участь футбольні клуби зі Скоп'є у Вардарській Македонії та Кавали у грецькій Македонії. В тому розіграші було проведено два раунди, а також жеребкування чвертьфіналів. Проте після захоплення влади у країні комуністами 9 вересня 1944 року чемпіонат був перерваний і не був завершений.
З наступного року нова влада у країні організувала республіканську першість, а спортивні області були розформовані.

## Переможці
| Сезон   | Чемпіон (титули)                        | Фіналіст                                | Третє місце                             |
| ------- | --------------------------------------- | --------------------------------------- | --------------------------------------- |
| 1924    | Не закінчено                            | Не закінчено                            | Не закінчено                            |
| 1925    | Владислав (Варна) (1)                   | Левські (Софія)                         | -                                       |
| 1926    | Владислав (Варна) (2)                   | Славія (Софія)                          | -                                       |
| 1927    | Не проводиться                          | Не проводиться                          | Не проводиться                          |
| 1928    | Славія (Софія) (1)                      | Владислав (Варна)                       | -                                       |
| 1929    | Ботев (Пловдив) (1)                     | Левські (Софія)                         | -                                       |
| 1930    | Славія (Софія) (2)                      | Владислав (Варна)                       | -                                       |
| 1931    | АС 23 (Софія) (1)                       | Спартак (Варна)                         | -                                       |
| 1932    | Спартак (Варна) (1)                     | Славія (Софія)                          | -                                       |
| 1933    | Левські (Софія) (1)                     | Спартак (Варна)                         | -                                       |
| 1934    | Владислав (Варна) (3)                   | Славія (Софія)                          | -                                       |
| 1935    | Спортклуб Софія (1)                     | Тича (Варна)                            | -                                       |
| 1936    | Славія (Софія) (3)                      | Тича (Варна)                            | -                                       |
| 1937    | Левські (Софія) (2)                     | Левські (Русе)                          | -                                       |
| 1937–38 | Тича (Варна) (1)                        | Владислав (Варна)                       | Шипка (Софія)                           |
| 1938–39 | Славія (Софія) (4)                      | Владислав (Варна)                       | Тича (Варна)                            |
| 1939–40 | ЖСК (Софія) (1)                         | Левські (Софія)                         | Славія (Софія)                          |
| 1941    | Славія (Софія) (5)                      | ЖСК (Софія)                             | -                                       |
| 1942    | Левські (Софія) (3)                     | Македонія (Скоп'є)                      | -                                       |
| 1943    | Славія (Софія) (6)                      | Левські (Софія)                         | -                                       |
| 1944    | Не закінчено, через Другу світову війну | Не закінчено, через Другу світову війну | Не закінчено, через Другу світову війну |

## Досягнення

### За клубом
| Клуб                    | Чемпіонств | Фіналів | Третє місце |
| ----------------------- | ---------- | ------- | ----------- |
| Славія (Софія)          | 6          | 3       | 1           |
| Владислав (Варна)       | 3          | 4       | —           |
| Левські (Софія)         | 3          | 4       | —           |
| Шипченскі сокол (Варна) | 1          | 2       | —           |
| Тича (Варна)            | 1          | 2       | 1           |
| ЖСК (Софія)             | 1          | 1       | —           |
| Ботев (Пловдив)         | 1          | —       | —           |
| АС 23 (Софія)           | 1          | —       | —           |
| Спортклуб (Софія)       | 1          | —       | —           |
| Левські (Русе)          | —          | 1       | —           |
| Македонія (Скоп'є)      | —          | 1       | —           |
| Шипка (Софія)           | —          | —       | 1           |

### За містом
| Місто   | Чемпіонств | Фіналів | Третє місце |
| ------- | ---------- | ------- | ----------- |
| Софія   | 12         | 8       | 2           |
| Варна   | 5          | 8       | 1           |
| Пловдив | 1          | —       | —           |
| Русе    | —          | 1       | —           |
| Скоп'є  | —          | 1       | —           |

1. ↑  Скоп'є було частиною Королівства Болгарія у 1941—1944 роках.